# Esterino Bosco
Esterino Bosco, comunemente conosciuto come don Esterino Bosco (Torino, 15 agosto 1915 – Torino, 7 dicembre 2008), è stato un presbitero italiano.

## Biografia
Don Esterino Bosco nacque a Torino nel 1915, da padre operaio e madre casalinga. La situazione economica della famiglia lo costrinse presto a lavorare.
Fu ammesso alla Scuola Fiat di Via Nizza nel 1929.
Nel mentre frequentava la parrocchia della Ss. Annunziata maturò il desiderio di diventare sacerdote. Fu sostenuto durante i suoi studi in seminario da una benefattrice, di cui, padre Esterino ebbe sempre una grande riconoscenza.
Il 29 giugno 1939 fu ordinato sacerdote per imposizione delle mani dal Cardinale Maurilio Fossati. Per un anno frequento il Convitto Ecclesiastico della Consolata. Dal 1940 al 1944 fu viceparroco della parrocchia Ss. Pietro e Paolo a Pianezza.
Durante questo periodo ebbe i primi contatti con la fabbrica locale di bachelite ed, in seguito all'8 settembre 1943, intrattenne rapporti con i giovani pianezzesi rifugiati sui monti di Val della Torre, aiutando i partigiani e parlamentando con i fascisti lo scambio di prigionieri. In occasione delle "Pasque Operaie" iniziate nel 1942, fu presente, fino al 1944, nelle fabbriche torinesi per le confessioni. Successivamente fu trasferito alla comunità di San Francesco d'Assisi a Torino, comunità allora neonata,  dove incontrò due sacerdoti dediti alla predicazione don Ugo Saroglia e don Giovanni Pignata, entrambi Missionari di San Massimo, condividendo con loro l'esperienza di guida della comunità.
Nello stesso periodo si mise in contatto con l'Opera Nazionale di Assistenza Religiosa e Morale degli Operai (Onarmo). Inoltre iniziò la sua presenza alla RIV di Via Nizza a Torino, esperienza descritta da lui stesso come "fondamentale" per la sua vita.
Dal 1943 anche in Italia si formarono i primi gruppi della Gioventù Operaia Cristiana, con esperienze locali particolarmente vive a Torino e a Roma (ma con diffusione in tutta la penisola). A Torino alcuni giovani di AC insieme a don Esterino Bosco, avviarono l'esperienza in contatto con la JOC francese e belga, e don Esterino diventò il primo Assistente Nazionale del movimento.
Don Esterino riuscì ad entrare in Fiat Mirafiori nel maggio 1945, durante il periodo di gestione delle fabbriche del Comitato Nazionale di Liberazione. Vi lavorava ancora suo padre Gregorio. "Abbracciando mio padre", racconta don Esterino, "sul suo posto di lavoro, abbracciavo tutti gli operai di Mirafiori". Don Esterino ebbe una presenza costante nella Fiat, presenza che si prolungò nei successivi cinquant'anni.
Costituì, nel 1946, una comunità di cappellani del lavoro, divenendo delegato arcivescovile dell'Onarmo nel 1956. In quello stesso anno, nell'allora nuova sede dei cappellani del lavoro di Torino in Via Vittorio Amedeo, fu celebrata la prima Messa dal cardinale Maurilio Fossati. La sede è ancora un riferimento importante della Pastorale Sociale e del Lavoro.
L'attività pastorale di don Esterino Bosco è stata oltremodo variegata. Oltre che con il mondo operaio, don Esterino fu vicino anche al mondo dei giovani, inoltre per tanti anni amministrò, a nome del Vescovo, il sacramento della Cresima nelle parrocchie della diocesi. Si dedicò anche alla formazione dei giovani seminaristi insegnando omiletica nei seminari.Nel corso della sua attività ebbe una proficua collaborazione con l'Opera diocesana.
Dal 1982 visse presso il Santuario della Consolata.
È morto a Torino il 7 dicembre 2008.